# Serie B 1988/1989
Soutěžní ročník Serie B 1988/89 byl 57. ročník druhé nejvyšší italské fotbalové ligy. Soutěž začala 11. září 1988 a skončila června 1989. Účastnilo se jí 20 týmů, z toho se 12 kvalifikovalo z minulého ročníku, 2 ze Serie A a 5 ze třetí ligy. Nováčci ze třetí ligy jsou: Ancona Calcio, Polisportiva Licata, Calcio Monza, Cosenza Calcio 1914 a Reggina Calcio.
Vítězem se díky skore stal Janov 1893, který během sezony obdržel jen třináct branek, což je stále nepřekonatelný rekord.

## Tabulka
| Poř. | Tým                   | Z  | V  | R  | P  | VG | OG | B  |
| ---- | --------------------- | -- | -- | -- | -- | -- | -- | -- |
| 1.   | Janov 1893            | 38 | 16 | 19 | 3  | 35 | 13 | 51 |
| 2.   | AS Bari               | 38 | 16 | 19 | 3  | 38 | 21 | 51 |
| 3.   | Udinese Calcio        | 38 | 13 | 19 | 6  | 37 | 24 | 45 |
| 4.   | US Cremonese1         | 38 | 13 | 18 | 7  | 40 | 30 | 44 |
| 5.   | Reggina Calcio1       | 38 | 13 | 18 | 7  | 33 | 31 | 44 |
| 6.   | Cosenza Calcio        | 38 | 17 | 10 | 11 | 35 | 29 | 44 |
| 7.   | US Avellino           | 38 | 11 | 19 | 8  | 31 | 29 | 41 |
| 8.   | AC Riunite Messina    | 38 | 13 | 12 | 13 | 46 | 42 | 38 |
| 9.   | Polisportiva Licata   | 38 | 11 | 15 | 12 | 39 | 40 | 37 |
| 10.  | Parma AC              | 38 | 18 | 21 | 9  | 29 | 31 | 37 |
| 11.  | US Catanzaro          | 38 | 8  | 19 | 11 | 24 | 26 | 35 |
| 12.  | Barletta Calcio Sport | 38 | 8  | 19 | 11 | 40 | 43 | 35 |
| 13.  | Ancona Calcio         | 38 | 6  | 23 | 9  | 28 | 35 | 35 |
| 14.  | Calcio Padova         | 38 | 10 | 15 | 13 | 27 | 35 | 35 |
| 15.  | Calcio Monza          | 38 | 7  | 20 | 11 | 31 | 32 | 34 |
| 16.  | Brescia Calcio 2      | 38 | 9  | 16 | 13 | 27 | 29 | 34 |
| 17.  | Empoli FC 2           | 38 | 8  | 18 | 12 | 29 | 33 | 34 |
| 18.  | Sambenedettese Calcio | 38 | 7  | 17 | 14 | 21 | 30 | 31 |
| 19.  | Taranto FC            | 38 | 8  | 13 | 17 | 24 | 40 | 29 |
| 20.  | Piacenza FC           | 38 | 7  | 12 | 19 | 20 | 41 | 26 |

Poznámky
- Z = Odehrané zápasy; V = Vítězství; R = Remízy; P = Prohry; VG = Vstřelené góly; OG = Obdržené góly; B = Body
- za výhru 2 body, za remízu 1 bod, za prohru 0 bodů.
- 1  US Cremonese a Reggina Calcio sehráli utkání (0:0, 4:3 na pen.) o postup do Serie A.
- 2  Brescia Calcio a Empoli FC sehráli utkání (0:0, 3:0 na pen.) o setrvání v soutěži.

|  | Postup do Serie A 1989/90  |
|  | Sestup do Serie C1 1989/90 |

## Střelecká listina
| P. | Nár    | Hráč                | Tým                 | Branky |
| -- | ------ | ------------------- | ------------------- | ------ |
| 1. | Itálie | Salvatore Schillaci | AC Riunite Messina  | 23     |
| 2. | Itálie | Antonio De Vitis    | Udinese Calcio      | 15     |
| 2. | Itálie | Francesco La Rosa   | Polisportiva Licata | 15     |
| 4. | Itálie | Francesco Baiano    | Empoli FC           | 14     |
| 5. | Itálie | Edi Bivi            | US Cremonese        | 14     |
| 5. | Itálie | Fulvio Simonini     | Calcio Padova       | 13     |
| 7. | Itálie | Massimo Palanca     | US Catanzaro        | 12     |
| 8. | Itálie | Gianfranco Cinello  | US Cremonese        | 10     |
| 8. | Itálie | Luigi Marulla       | US Avellino         | 10     |
| 8. | Itálie | Paolo Monelli       | AS Bari             | 10     |
| 8. | Itálie | Angelo Pierleoni    | AC Riunite Messina  | 10     |
| 8. | Itálie | Gabriele Savino     | Brescia Calcio      | 10     |